# Mateusz Banasiuk
Mateusz Banasiuk est un acteur polonais né le 21 septembre 1985 à Varsovie.

## Carrière
Fils de l'acteur Stanisław Banasiuk, Mateusz a deux sœurs, une plus âgée et une plus jeune de deux ans. Il grandit dans le quartier Powiśle de Varsovie. Il sort diplômé de l'Académie de théâtre Alexandre Zelwerowicz en 2011.
Prix du meilleur acteur lui est remis au festival de cinéma À l'Est du nouveau en 2014, pour son interprétation dans la Ligne d’eau,.
Banasiuk a participé à des programmes de divertissement : Dancing with the Stars (2014) Your Face Sounds Familiar (2016) et Ninja Warrior Polska (2019).
En 2015, avec Rafał Żukowski, Paweł Paszczyk et Bilguun Ariunbaatar, il fonde le groupe de rock Lavina, dans lequel il joue de la batterie.
Il s'intéresse à la natation et a remporté plusieurs fois la première place lors des championnats polonais des acteurs de natation. Il a utilisé ses talents de nageur dans le film Ligne d'eau (2013).

## Filmographie sélective

### Cinéma
- 2006 : Kto nigdy nie żył, nigdy nie umiera (pl) d'Andrzej Seweryn : Mateusz
- 2009 : Wszystko, co kocham de Jacek Borcuch : Staszek
- 2013 : Ligne d'eau (Płynące wieżowce) de Tomasz Wasilewski : Kuba

### Télévision
- 2009 : Przystań : Filip Waśko (13 épisodes)
- 2009 - 2010 : M jak miłość : Jurek Jaroszy (12 épisodes)
- 2010 : Cisza de Sławomir Pstrong : Wojtek Domagała
- 2021 : L'Amour puissance mille (Miłość do kwadratu) de Filip Zylber : Enzo
- 2023 : L'Amour puissance dix mille (Miłość do kwadratu jeszcze raz) de Filip Zylber : Enzo
- 2023 : L'Amour tout-puissant de Filip Zylber : Enzo

### Théâtre
- 2011 : Peines d'amour perdues de William Shakespeare

## Autres
Du 5 septembre à 31 octobre 2014, Mateusz Banasiuk participe à la seconde édition de Taniec z gwiazdami, équivalent de l'émission télévisée britannique Strictly Come Dancing diffusée sur la chaîne Polsat. Avec sa partenaire de danse Hanna Żudziewicz il se voit éliminé dans le quart de finale, prenant finalement la quatrième place.

## Récompenses et distinctions
- Meilleur acteur au Film Forum Zadar de 2013 pour son rôle dans Ligne d'eau